# HADHA
Subunidade alfa da enzima trifuncional mitocondrial, também conhecida como hidroxiacil-CoA desidrogenase/3-cetoacil-CoA tiolase/enoyl-CoA hidratase (proteína trifuncional), a subunidade alfa é uma proteína que em humanos é codificada pelo gene HADHA. Mutações no HADHA têm sido associadas à deficiência trifuncional de proteínas ou à deficiência de 3-hidroxiacil-coenzima A de desidrogenase de cadeia longa.